# Guitarist
Guitarist è una rivista musicale mensile britannica pubblicata da Future plc. Pubblicata per la prima volta nel 1984, è la rivista europea più longeva per chitarristi. L'attuale direttore, Jamie Dickson, ricopre l'incarico dalla fine del 2013. Ogni numero copre tre aree: recensioni, interviste e tecniche. Ci sono recensioni di chitarre, amplificatori e altre apparecchiature appena lanciate sul mercato; interviste con chitarristi famosi ed emergenti; e articoli sul settore della chitarra, articoli di giornale, tecniche di esecuzione con tablature. In passato lo slogan del Guitarist era "The Guitar Player's Bible", prima di cambiare nel 2012 in "The Guitar Magazine".

## Titoli gemelli
Guitarist venne acquistato da Future Publishing da Music Maker Publications nel 1997 e divenne parte del portfolio dell'azienda riguardante la tecnica musicale, che includeva i titoli per chitarra Total Guitar e Guitar Techniques, oltre a Rhythm, Future Music, Computer Music e altri. Dal 2008 in poi, Future ha integrato Guitarist nel suo sito web MusicRadar, insieme a tutti gli altri siti web dell'azienda dedicati alla produzione musicale. Nel gennaio 2020, GuitarWorld.com è diventata la nuova sede online di Guitarist, insieme ai titoli gemelli Total Guitar, Guitar Techniques e Bass Player. 